# بشملة مفلطحة الأوراق
بشملة مفلطحة الأوراق (الاسم العلمي:Eriobotrya platyphylla) هي نوع غير مؤكد من النباتات تتبع جنس البشملة من الفصيلة الوردية. تم وصف هذا النوع من النبات علمياً لأول مرة من قبل إلمر درو ميريل سنة 1941.